# Veteran (Wyoming)
Veteran é uma região censo-designada localizada no estado norte-americano de Wyoming, no Condado de Goshen.

## Demografia
Segundo o censo norte-americano de 2000, a sua população era de 28 habitantes.

## Geografia
De acordo com o United States Census Bureau, Veteran tem uma área de 3,5 km², dos quais 3,5 km² cobertos por terra e 0,0 km² cobertos por água. Veteran localiza-se a aproximadamente 1292 m acima do nível do mar.

## Localidades na vizinhança
O diagrama seguinte representa as localidades num raio de 40 km ao redor de Veteran.